# Vions
Vions é uma comuna francesa na região administrativa de Auvérnia-Ródano-Alpes, no departamento de Saboia. Estende-se por uma área de 3,7 km². Em 2010 a comuna tinha 407 habitantes (densidade: 110 hab./km²).